# الأصوات الحيوية
الشراكة العالمية للأصوات الحيوية: هي عبارة عن منظمة غير حكومية، غير ربحية،501  (c) (3)، والتي تعمل مع القادة النسوة في مناطق التمكين الاقتصادي، المشاركة السياسية للنساء وحقوق الإنسان. يقع المقر الرئيسي لهذه المنظمة في واشنطن العاصمة.

## التاريخ
نشأت الشراكة العالمية للأصوات الحيوية غير الربحية من مبادرة الحكومة الديمقراطية للأصوات الحيوية. أُسِّست المبادرة الديمقراطية للأصوات الحيوية عام 1997 من قبل السيدة ألأولى للولايات المتحدة الأميركية هيلاري رودهام كلينتون   ووزيرة الخارجية الأميركية مادلين أولبرايت، متبعة ً المؤتمر العالمي الرابع للمرأة التابع لـ الأمم المتحدة في بكين لتعزيز وتشجيع تقدم النساء كهدف لـ السياسة الخارجية للولايات المتحدة.
عُقد أول مؤتمر للمبادرة الديمقراطية للأصوات الحيوية في فيينا عام 1997، تمت الاستضافة من قبل سفير الولايات المتحدة إلى النمسا سواني هنت. قادت مبادرة الديمقراطية للأصوات الحيوية إلى خلق الشراكة العالمية للأصوات الحيوية كمنظمة غير حكومية وغير ربحية في آذار عام 1999.
المساعد السابق لهيلاري كلينتون ورئيس العمال ميلاني فير فيير هي الشريك المؤسس للشراكة العالمية ومجلس رئاستها الفخرية.  من الشركاء المؤسسين أيضاً أليس نيلسون ( وهي الرئيس الحالي للشراكة العالمية للأصوات الحيوية)، دونا ماكلارتي، ماري ييريك وتيريسا لور. كانت لور الرئيس المؤسس للشراكة العالمية للأصوات الحيوية وعملت أيضاً كمدير للمبادرة الديمقراطية للأصوات الحيوية لدى وزارة الخارجية، وهي المنسق الأول لقضايا النساء العالمية لدى وزارة الخارجية، كما أنها مدير مجلس الوكالات الخاص بالرئيس والمعني بشؤون النساء. من الرؤساء الفخريين إلى جانب كلينتون، أعضاء مجلس الشيوخ السابق والحالي كاي بيلي هتشيسون ونانسي كاسيبوم بيكر.
يأتي التمويل من عدة مصادر متنوعة تتضمن التبرعات الفردية، الشركات الراعية مثل إكسون موبيل، مصرف ستاندرد شارتيرد ومصرف أميركا; المؤسسات كمؤسسة آفون للنساء والإنسانية الموحدة; وكذلك جهود مبادرة كلينتون العالمية.
عام 2002، طلبت السيدة الأولى لورا بوش من الأصوات الحيوية قيادة الجهد لتزويد الفتيات العائدات إلى المدرسة بزي مدرسي موحد لأول مرة بعد إطاحة الولايات المتحدة بحركة طالبان في أفغانستان.

## المهمة والبرامج
إن مهمة دول موقع «الأصوات الحيوية» هي تحديد الهوية، الاستثمار وتحقيق الرؤية للنساء الاستثنائيات حول العالم من خلال إطلاق العنان لإمكاناتهن القيادية لتحويل وتغيير الحياة، تسريع السلام والازدهار في مجتمعاتهن.
تعمل الأصوات الحيوية في إفريقيا، آسيا، أوراسيا، أميركا اللاتينية، منطقة الكاريبيان، الشرق الأوسط وشمال إفريقيا، حيث تركز على القطاعات السياسية، الأعمال والمجتمع المدني. تستضيف المنظمة بشكلٍ منتظم منتديات دولية، ورشات بناء القدرات وندوات تدريبية للنساء.
يركز برنامج حقوق الإنسان في الأصوات الحيوية حاليّاً على الكفاح ضد الاتجار بالبشر والأشكال الأخرى من العنف ضد النساء والفتيات.

## جوائز القيادة العالمية
تستضيف الأصوات الحيوية جوائز القيادة العالمية السنوية، لتكريم القياديات النساء اللاتي تعملن في مناطق حقوق الإنسان، التمكين الاقتصادي أو إعادة التشكيل السياسي. وُصِفت مراسم عام 2009 بالحدث الأكثر إلهاماً ذاك العام في واشنطن العاصمة وذلك في مقالة في مجلة حياة واشنطن.